# Tazewell (Tennessee)
Pour les articles homonymes, voir Tazewell.
La ville de Tazewell est le siège du comté de Claiborne, dans l’État du Tennessee, aux États-Unis. Lors du recensement de 2010, sa population s’élevait à 2 218 habitants.

## Géographie
Selon le Bureau du recensement des États-Unis, la municipalité s'étend en 2010 sur une superficie de 4,43 milles carrés (11,47 km2).

## Histoire
Le bourg est nommé en référence à la ville de Tazewell en Virginie, elle-même nommée en l'honneur du sénateur Henry Tazewell.

## Galerie photographique

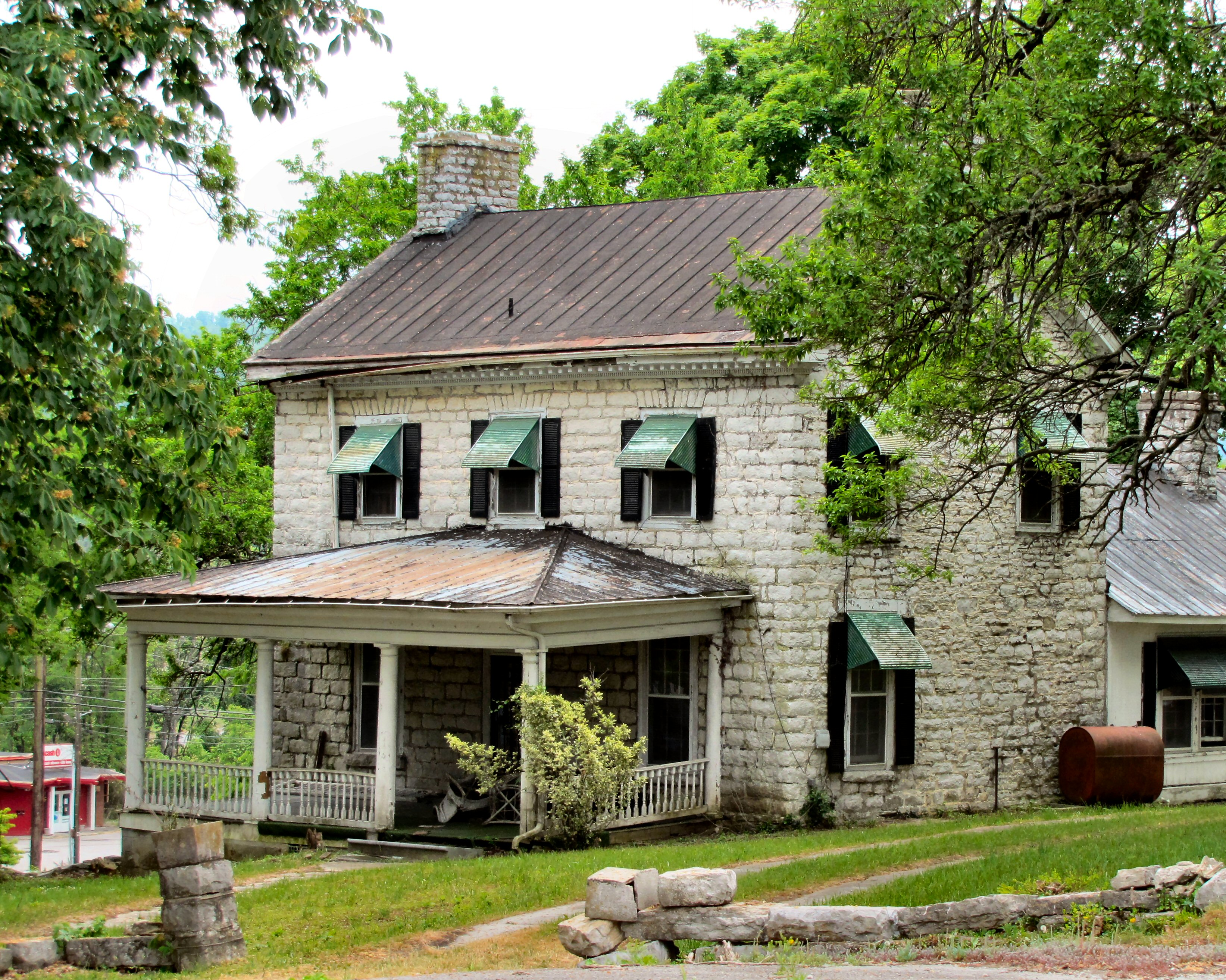
Graham Kivett House (c. 1810), classée monument historique
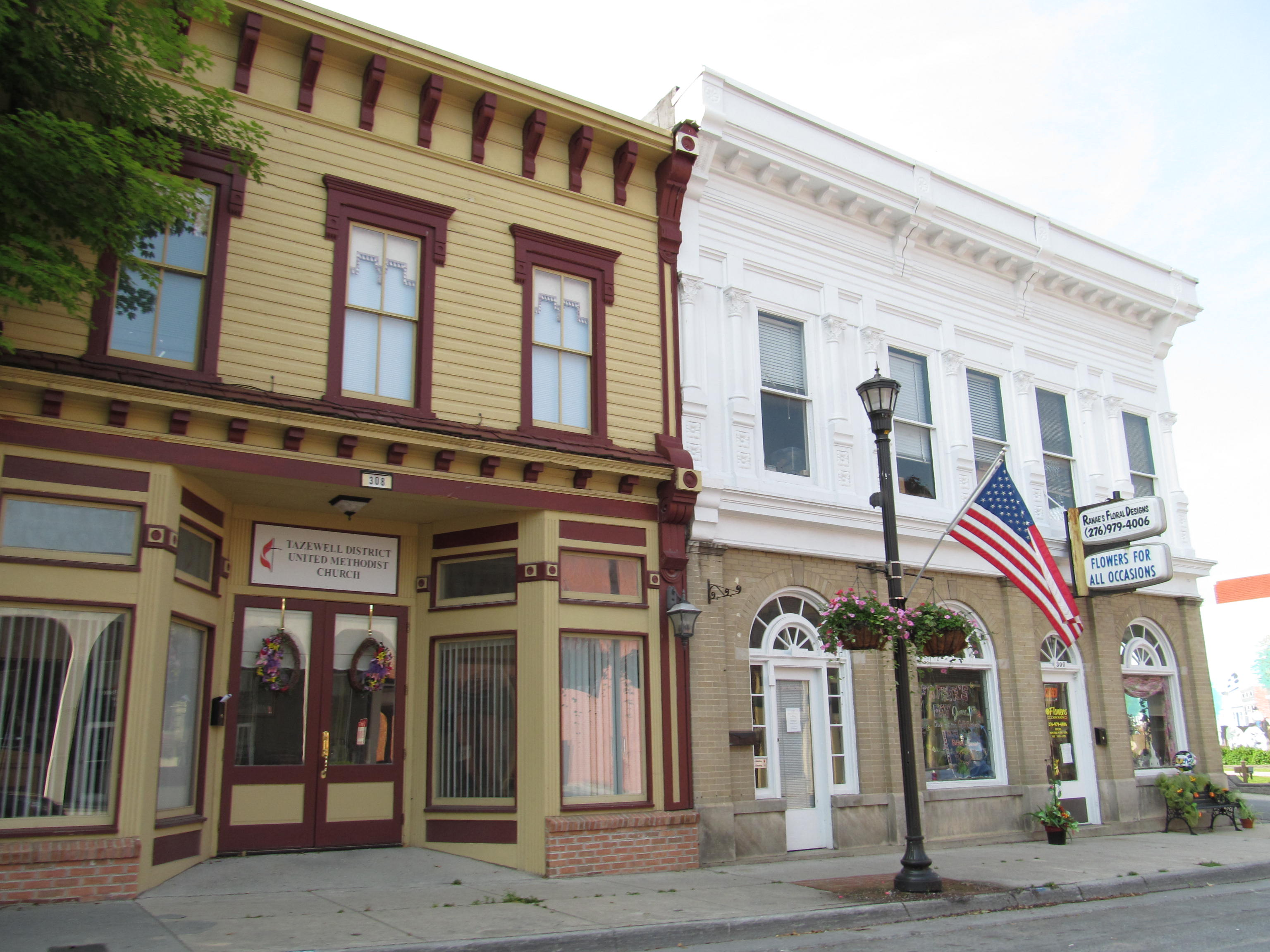
Le centre-ville en 2012
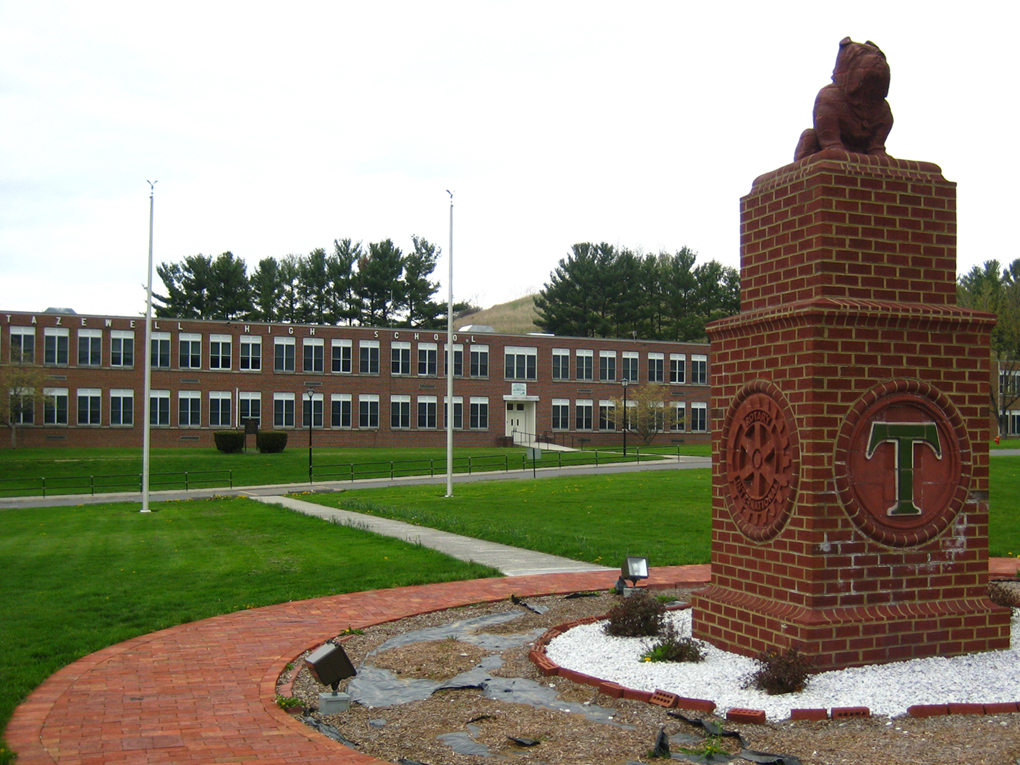
Le lycée de Tazewell